# Ángel Carril
Ángel Carril Ramos (Salamanca, 6 de agosto de 1954-31 de julio de 2002) fue un reputado etnólogo, folclorista y experto en cultura sefardí.

## Biografía
De ascendencia salmantina y extremeña, tras su etapa escolar en el colegio marista obtuvo la diplomatura en Arte en 1976 y en 1981 la licenciatura en Geografía e Historia por la Universidad de Salamanca, estudios complementados posteriormente por los cursos de doctorado en dicha universidad.
Inició su carrera profesional como profesor de Cultura tradicional española en el Colegio de España. Funda el Departamento de Cultura Popular del Instituto de Investigaciones Científicas y Ecológicas (INICE), en 1980. En 1981 se convirtió en el director del Centro de Cultura Tradicional de Salamanca, cargo que ostentaría hasta su muerte en el año 2002. Este centro ha sido pionero en la conservación y estudio de la cultura tradicional. Muchas de las publicaciones editadas por Ángel Carril en las colecciones del Centro se han convertido en obra de referencia, como el libro Pocas palabras bastan (2002, 2.ª edición en 2008), de Jesús Cantera Ortiz de Urbina y Julia Sevilla Muñoz.[cita requerida]
Ángel Carril compatibilizaría la dirección del Centro con colaboraciones en distintos organismos: el Instituto de Ciencias de la Educación de la Universidad de Salamanca y la Escuela Superior de Formación de Adultos de la Universidad Pontificia de Salamanca, además de ejercer tareas de asesoría en etnología para diversas administraciones públicas. A todo ello, se une su labor como escritor e intérprete de la música popular. Cabe destacar la publicación el 30 de junio de 1982 del libro Canciones y romances de Salamanca.

## Reconocimientos
Recibió numerosos premios y distinciones por su labor, destacando el “Premio Salamanca” otorgado por el Centro de Estudios Salmantinos (CES) por la investigación "Aportación al Romancero Salmantino a través de los Mozos de Monleón", Salamanca, 1981. En 1987 fue designado pregonero de la Semana Santa de Salamanca.

## Obras
- Pliegos de folklore (I). Departamento de Cultura Popular de INICE. Salamanca, 1981.
- Sugerencias y acotaciones al folklore infantil, en I Encuentro en Murcia. Cultura tradicional y folklore. Editora Regional. Murcia, 1981, [pp. 245/268].
- Pliegos de folklore (II). Departamento de Cultura Popular de INICE. Salamanca, 1982.
- Canciones y romances de Salamanca. Editorial Librería Cervantes. Salamanca, 1982.
- Suerte varia de coplas y tonadas recogidas y cantadas en la provincia de Salamanca. Escuela de Folklore Salmantino, Diputación Provincial de Salamanca. Salamanca, 1983.
- Artesanía de Castilla y León, en Artesanías de España (coautor). Ministerio de Industria y Energía. Madrid, 1984, [pp. 157/173].
- El sexo en la cultura tradicional, en I Jornadas sobre Madrid tradicional. Centro de Estudios Tradicionales. San Sebastián de los Reyes (Madrid), 1985, [pp. 109/120].
- Función de la música en la sociedad de tipo tradicional en Etnología y Castilla y León. Junta de Castilla y León. Valladolid, 1986, [pp. 333/336].
- Del árbol y la tradición en II y III Jornadas sobre Madrid tradicional. Centro de Estudios Tradicionales. San Sebastián de los Reyes (Madrid), 1988, [pp. 75/82].
- Cancionero popular de Castilla y León (coautor). Centro de Cultura Tradicional, Diputación Provincial de Salamanca/ Junta de Castilla y León. Salamanca, 1989.
- Guía básica para la recuperación etnográfica (coautor). Centro de Cultura Tradicional, Diputación Provincial de Salamanca. Salamanca, 1989.
- Gentes y costumbres en Castilla y León: Salamanca. Editorial Mediterráneo. Madrid, 1990, [pp. 209/232].
- La música popular como fuente de inspiración, en Creatividad y medio rural. Fundación “Germán Sánchez Ruipérez”. Madrid, 1990, [pp. 49/64].
- Quincuagena donde se habla de la tradición, en Las Salamancas para curiosos y viajeros. Diputación Provincial de Salamanca. Salamanca, 1990, [pp. 77/91].
- Propuestas y realizaciones sobre música tradicional en un programa cultural, en Actes del colloqui sobre canço tradicional. Publicacións de l’Abadía de Montserrat. Reus (Tarragona), 1990, [pp. 491/497].
- Noticias etnográficas en Tierra de Peñaranda. Fundación “Germán Sánchez Ruipérez” Madrid, 1990, [pp. 48/58].
- Guía de la artesanía de Salamanca (coautor). Junta de Castilla y León. Valladolid, 1991.
- Etnomedicina: acercamiento a la terapéutica popular.Colec. “Nueva Castilla”.Castilla Ediciones. Valladolid, 1991.
- Guía de Salamanca. El País Aguilar. Madrid, 1993, [pp. 159/194].
- Salamanca, ciudad dorada. Asociación de Empresarios de Hostelería de Salamanca. Salamanca, 1993, [pp. 41/48].
- Páginas inéditas del cancionero de Salamanca (coautor). Centro de Cultura Tradicional, Diputación Provincial de Salamanca. Salamanca, 1995, [pp. 67/105].
- Pautas introductorias para el estudio y recopilación del baile y la danza desde la perspectiva etnográfica, en La danza en la cultura tradicional de Castilla y León. Junta de Castilla y León. Valladolid 1997, [pp. 49/64].
- La otra Semana Santa. Apuntes etnográficos y costumbres del tiempo de Pasión en la provincia de Salamanca, en Pregones de la Semana Santa. Junta Permanente de Semana Santa. Salamanca, 1998, [pp. 397/418].
- La imagen que informa. Antropología cultural en las colecciones fotográficas, en Antropología en Castilla y León e Iberoamérica. Instituto de Investigaciones Antropológicas de Castilla y León. Salamanca, 1999, [pp. 131/136].
- Calendario festivo en Salamanca, en Las fiestas. De la antropología a la historia y etnografía. Centro de Cultura Tradicional, Diputación Provincial de Salamanca. Salamanca, 1999, [pp. 151/165].
- Una mirada a la opinión fotográfica, en Tradición: cien respuestas a una pregunta. Centro de Cultura Tradicional, Diputación de Salamanca. Salamanca 2001. [pp. 15/18].